# Delahaye Type 92
Der Delahaye Type 92 ist ein Pkw-Modell aus den 1920er Jahren. Hersteller war Automobiles Delahaye in Frankreich.

## Beschreibung
Das Modell wurde im Oktober 1924 auf dem Pariser Autosalon präsentiert und bis 1928 hergestellt.
Der Vierzylinder-Ottomotor war in Frankreich mit 12 CV eingestuft und rangierte damit im Sortiment zwischen dem Delahaye Type 87 mit 10 CV und dem Delahaye Type 94 mit 15 CV. Der Motor hat 80 mm Bohrung, 125 mm Hub und 2513 cm³ Hubraum. Er leistet 40 PS. Er ist vorn im Fahrgestell eingebaut und treibt die Hinterachse an. Der Radstand beträgt bei Fahrzeugen des ersten Baujahres 323 cm, später 332 cm.
1926 gab es beim Übergang von der ersten zur zweiten Serie eine große Modellpflege. Dabei wurde der Motor umgedreht. Bekannt sind die Karosseriebauformen Tourenwagen, Limousine mit vier bis fünf Sitzen, Landaulet und Coupé. 90 km/h Höchstgeschwindigkeit sind möglich.
Von der ersten Serie entstanden 109 Fahrzeuge und von der zweiten 230. In der Summe sind das 339.
Ein erhaltenes Fahrzeug von 1924 mit einem Motor aus dem Delahaye Type 102 wurde 2009 für 14.590 Euro versteigert.